# Trưởng Tử
Trưởng Tử (chữ Hán giản thể: 长子县; phanh âm: Zhǎngzǐ Xiàn, âm Hán Việt: Trưởng Tử huyện) là một huyện thuộc địa cấp thị Trường Trị, tỉnh Sơn Tây, Cộng hòa Nhân dân Trung Hoa. Huyện Trưởng Tử có diện tích 1029 km², dân số năm 2002 là 340.000 người. Huyện Trưởng Tử được chia thành 5 trấn và 18 hương.
- Trấn:Thành Quan, Bảo Điếm, Thạch Triết, Sắc Đầu, Đông Điền Lương.
- Hương: Thảo Phường, Cương Thủy, Nam Thường, Niễn Trương, Thường Trương, Bích Thôn, Tấn Nghĩa, Nhạc Dương, Hoành Thủy, Vương Dục, Tây Bảo Đầu, Nam Trần, Đại Bảo Đầu, Nam Quách Thôn, Nam Trương Điếm, Nam Chương, Tống Thôn, Cốc Thôn.